# HKUST-1
HKUST-1是一种金属有机框架材料，其名称来自于香港科技大學。它是1,3,5-苯三甲酸和铜的配合物。

## 制备
HKUST-1可由可溶性Cu2+盐和均苯三甲酸在一定条件下反应得到。常用的方法有溶剂热合成法、常温法等。乙酸铜、硝酸铜、氯化铜和硫酸铜通过反应均能得到该配合物：
3 CuCl2 + 2 C9H6O6 → Cu3(C9H3O6)2 + 6 HCl
3 Cu(CH3COO)2 + 2 C9H6O6 → Cu3(C9H3O6)2 + 6 CH3COOH
其中，以乙酸铜为铜源，产率较高。其它铜盐由于反应生成较强的酸，需要加入三乙胺来作为反应体系的缚酸剂。在三乙胺的存在下，以硫酸铜为铜源的反应产率最高。
在均苯三甲酸配体的存在下，含碱式碳酸铜的矿物在水/乙醇中进行溶剂热反应，可以将矿物直接转化为HKUST-1框架材料。

## 应用
HKUST-1对有机硫化合物（如噻吩及其衍生物）有吸附作用，因此可以用作脱硫剂。它对不同气体如CO2、CH4等和其它气体的吸附量不同，可以用于气体的分离。